# Кий
Кий е легендарният основател на Киев, посочен в Начална руска летопис, в Джагфар тарихъ и косвено от Константин VII Багренородни в труда му За управлението на империята. Според преданията, той е живял през VII в.
Редица учени (напр. проф. М. И. Артамонов), отбелязват, че имената на Кий и митичните му братя не носят никакви признаци за славянска принадлежност, а В. Н. Топоров обосновава иранските им корени, което становище получава развитие в съветската историография. Друго виждане, защитено от Г. В. Вернадски, е, че името „Кий“, идва от тюркското „kiy“ (възвишение, речен бряг), а името на Шчек, братът на Кий, се отъждествява с Чок, български боил, воювал в района на Днепър в началото на IX век. и събитията може да се отнесат към времето на хазарската доминация. „Начална руска летопис“ не посочва категорично народността му, само пише, че е живял на река Днестър и впоследствие неговите хора се нарекли „поляни“. Летописецът Нестор в „Начална руска летопис“ още пише, че Кий, след като ходил до Цариград и бил удостоен с почести от императора, живял за кратко на Дунав, завърнал се и управлявал в своя град Киев, където и завършил живота си в 672 г.